# Wobbler-Syndrom
Als Wobbler-Syndrom (Syn. Zervikale Malformation, Zervikale Spondylopathie, Zervikale Spondylomyelopathie, Spinale Ataxie) wird in der Tiermedizin ein Symptomkomplex bezeichnet, der durch Nervenschädigungen im Bereich des Rückenmarks bzw. der Rückenmarksnerven im Bereich der Halswirbelsäule hervorgerufen wird (spinale Ataxie). Der Begriff leitet sich vom unsicheren (ataktischen) Bewegungsablauf des erkrankten Tieres ab: „Wobbler“ kommt vom altdeutschen Wort „wobbeln“ („wackeln“, engl. to wobble). Das Wobbler-Syndrom tritt vor allem bei Pferden und Hunden auf, als Ursache kommt eine Vielzahl unterschiedlicher Erkrankungen in Frage. Der Heilungserfolg hängt von der eigentlichen Ursache ab, einige Krankheiten haben eine gute, andere eine schlechte Prognose.
Die Symptome werden durch eine Schädigung des Halsmarks erzeugt, im Regelfall durch eine Kompression, bei Pferden selten auch durch eine Infektion. Das Krankheitsbild entspricht damit der zervikalen Spinalkanalstenose des Menschen (siehe auch Spinale Stenose). Die Kompression kann durch eine statische Verengung des Wirbelkanals zustande kommen (statischer Wobbler). Ein dynamischer Wobbler liegt vor, wenn das Rückenmark erst infolge einer Bewegung komprimiert wird.

## Wobbler-Syndrom beim Hund

### Vorkommen
Das Wobbler-Syndrom wurde erstmals 1967 beim Basset Hound beschrieben. Die Erkrankung kommt aber bei zahlreichen Hunderassen vor. In Studien aus Großbritannien und den USA zeigt sich eine deutliche Rassedisposition für Dobermann und Deutsche Dogge, die in einer Schweizer Studie allerdings nicht nachweisbar war. Bislang wurde das Wobbler-Syndrom bei Airedale-Terrier, Alaskan Malamute, Australischer Schäferhund, Barsoi, Basset Hound, Beagle, Berner Sennenhund, Boston Terrier, Cocker Spaniel, Dackel, Dalmatiner, Deutscher Schäferhund, Lhasa-Apso, Neufundländer, Irischer Wolfshund, Kuvasz, Labrador Retriever, Pointer, Pudel, Pyrenäen-Berghund, Rhodesian Ridgeback, Riesenschnauzer, Rottweiler, Shih-Tzu und Weimaraner beschrieben.
Große Hunderassen sind deutlich häufiger betroffen, männliche Hunde etwa doppelt so häufig wie weibliche.

### Krankheitsentstehung und Formen

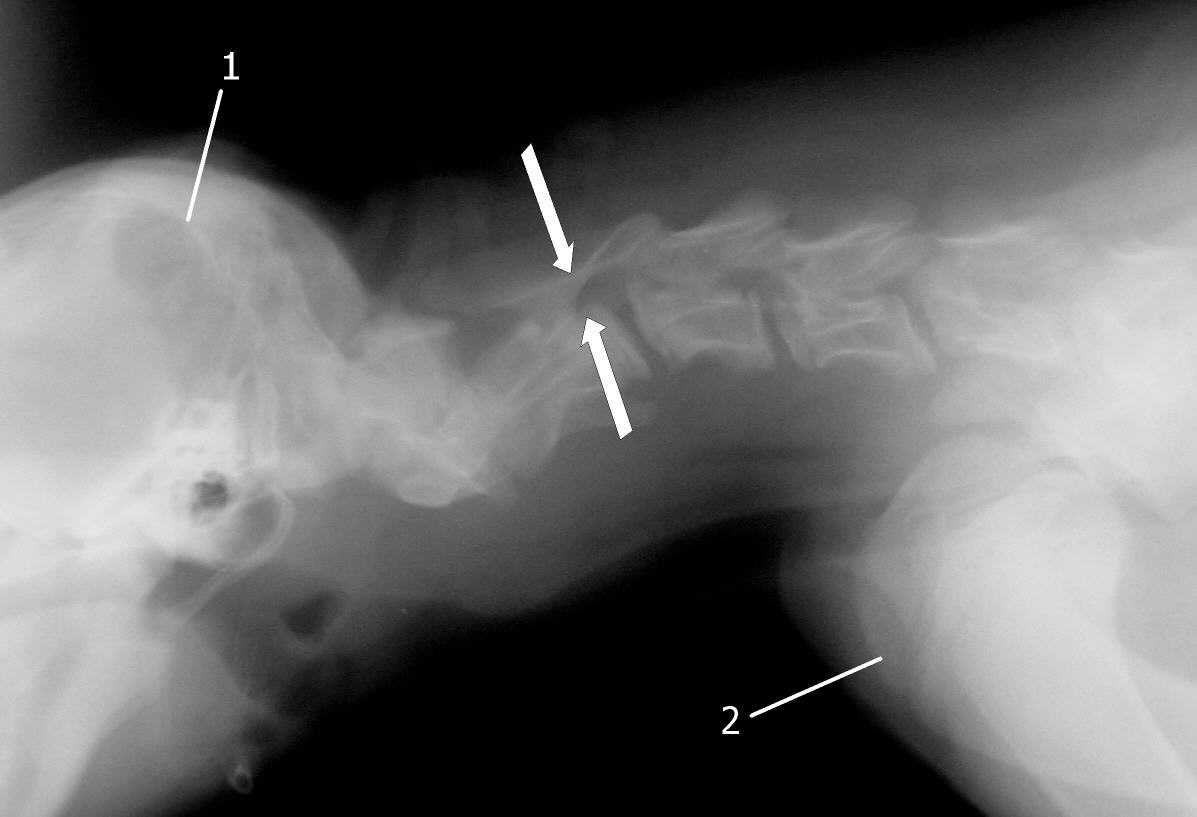
Röntgenaufnahme einer angeborenen Wirbelkanalverengung hinter dem zweiten Halswirbel (Pfeile) bei einem Rhodesian Ridgeback. 1-Schädel, 2-Oberarmknochen

Auch beim Hund sind die Ursachen des Wobbler-Syndroms mannigfaltig. Am häufigsten sind angeborene Fehlbildungen (Atlanto-axiale Subluxation, Fehlbildungen des Wirbelkörpers oder -bogens) oder Bandscheibenerkrankungen die Ursache, nach dem VETAMIN-D-Schema also Anomalie und Degeneration. Aber auch Neoplasien, Abszesse oder Osteochondrosen können zur Ausbildung des Syndroms führen. Schnellwüchsigkeit und Fehlernährung sind begünstigende Faktoren, bei Doggen wurde ein Zusammenhang mit einer zu hohen Kalziumversorgung nachgewiesen.
Seim III und Withrow unterscheiden verschiedene Formen des Wobbler-Syndroms:
1. Angeborene Fehlbildung des Wirbelkörpers: Es kommt zu einer sowohl statischen als auch dynamischen Kompression des Rückenmarks von unten im Bereich zwischen dem dritten und siebten Halswirbel (C3-C7). Die Erkrankung tritt vor allem bei Jungtieren auf. Bislang ist ungeklärt, ob sie genetisch bedingt ist oder durch Fehlernährung oder Überlastung entsteht. Die Prognose ist ungünstig.
2. Fehlbildung des Wirbelbogens oder der Gelenkfortsätze mit Hypertrophie des Ligamentum flavum: Sie tritt vor allem bei der Deutschen Dogge zwischen C4 und C7 auf und führt zu einer Kompression von oben oder der Seite. Zur Hypertrophie des Bandes kommt es infolge der gesteigerten Beweglichkeit (Instabilität). Die Kompression ist vor allem statisch. Die Prognose ist gut bis unsicher.
3. Chronisch-degenerative Bandscheibenerkrankung: Durch eine Bandscheibendegeneration und Hypertrophie des Anulus fibrosus kommt es bei älteren Tieren zu einem Bandscheibenvorfall und damit zu einer Kompression von unten, vor allem Bereich zwischen C5 und C7. Ursache ist eine Überlastung der Bandscheibe durch übermäßige Beweglichkeit der Halswirbelsäule. Die Kompression kann statisch oder dynamisch sein. Die Prognose ist gut.
4. „Vertebral Tipping“: Fehlstellung des Wirbelkörpers in Form einer Rotation nach oben, vor allem zwischen C5 und C7. Diese Form kommt vor allem bei älteren Dobermännern vor und wird durch eine fehlende Passgenauigkeit der Gelenkflächen hervorgerufen. Die vordere Gelenkfläche ist im unteren Bereich nach hinten abgeschrägt und passt somit nicht zur hinteren des vorangehenden Wirbels. Die Kompression ist dynamischer Natur, die Prognose ist gut.
5. Uhrglaskompression: Die Uhrglaskompression ist eine Kombination der vorherigen Bilder und tritt vor allem bei jüngeren Doggen auf. Diese komplexe Fehlbildung führt zu einer Kompression von allen Seiten zwischen C2 und C7 und hat eine ungünstige Prognose.

### Klinisches Bild
Entsprechend der zahlreichen Ursachen und damit unterschiedlichen Lokalisation ist das klinische Bild sehr variabel. Von Bedeutung ist darüber hinaus, ob die weiße Substanz des Rückenmarks eher im Bereich des Hinterstrangs (sensible Bahnen) oder Ventrolateralstrangs (absteigende motorische Bahnen) auftritt. Die Ataxie entwickelt sich zumeist allmählich und tritt an den hinteren Extremitäten eher zutage als an den vorderen. Der schleichende Verlauf führt oft dazu, dass der Hundebesitzer die Erkrankung lange Zeit nicht ernst nimmt. Lediglich in 15 % der Fälle tritt ein Wobbler-Syndrom schlagartig in Form einer Para- oder Tetraplegie auf.
Häufigstes Bild sind Gangstörungen. Der Gang ist unsicher, und beim Vorführen werden die Pfoten meist über den Boden gestrichen, was zu einer verstärkten Abnutzung der Krallen führt. Die Tiere stehen häufig breitbeinig da. Im weiteren Verlauf können Schwierigkeiten beim Aufstehen auftreten. Das Laufen im Kreis oder das Ausführen von Wendungen macht die Bewegungsstörung meist deutlicher. Vor allem bei schnellerer Gangart kann die Schrittlänge der Vordergliedmaßen übertrieben vergrößert sein. Das Bewusstsein ist hier – im Gegensatz zu differentialdiagnostisch relevanten, entzündlichen Prozessen (Enzephalitis, Meningitis) – ungestört.
Eine Schmerzhaftigkeit des Halsbereichs ist auch bei Beugung und Streckung des Halses bei der Untersuchung nicht immer vorhanden. Die betroffenen Hunde bewegen jedoch den Halsbereich meist nur unwillig von selbst. Sehr selten kann jedoch Schmerz im Halsbereich das einzige Symptom sein und neurologische Ausfälle fehlen.

### Diagnostik

#### Neurologische Untersuchung
Zunächst werden die Haltungs- und Stellungsreaktionen (Schubkarrenprobe, Unterstützungsreaktion, Hüpfreaktion, Aufrichtungsreaktion, Tischkantenprobe, Korrekturreaktion) geprüft. Die Reaktionen sind zumeist herabgesetzt oder verzögert, können aber bei milder Ausprägung auch physiologisch sein.
Die Reflexe der Hintergliedmaße sind infolge des Ausfalls der hemmenden Interneurone des oberen Motoneurons zumeist gesteigert (Hyperreflexie), bei einer beginnenden Muskelatrophie kann dies maskiert sein. Typisch ist ein gekreuzter Extensor-Flexor-Reflex. An den Vordergliedmaßen sind die Reflexe bei Schädigung der Halsschwellung (Intumescencia cervicalis) des Rückenmarks vermindert (Hyporeflexie) oder fehlen ganz (Areflexie). In Einzelfällen kann eine Spastizität auftreten, da die Nervenbahnen für die Streckmuskeln weniger betroffen sind als die der Beugemuskeln. Die Körperreflexe (Pannikulusreflex, Vulva- bzw. Bulbourethralreflex und Perianalreflex) sind physiologisch.

#### Röntgen
Die Röntgendiagnostik ist für die Diagnosestellung unverzichtbar. Da der Patient hier optimal gelagert werden muss, ist sie bei Hunden praktisch nur unter einer Kurznarkose sinnvoll durchführbar. Aufnahmen werden im seitlichen und ventrodorsalen (von der Halsunterseite her) Strahlengang in Normalstellung sowie bei gebeugtem Hals durchgeführt.
Röntgenaufnahmen ohne Kontrastmittel („Nativaufnahmen“) sind meist nur von begrenztem Aussagewert. Allenfalls das „vertebral tipping“, Stufenbildungen oder Keilwirbel lassen sich sicher diagnostizieren. Lewis schlug vor, die Größe zwischen Ein- und Ausgang des Wirbelkanals eines Wirbels zu vergleichen. Eine Größendifferenz von mehr als 3 mm spricht bei einem Dobermann für das Vorliegen einer zervikalen Malformation.
Da Nativaufnahmen nur eine geringe diagnostische Sicherheit haben, müssen Röntgenaufnahmen mit Kontrastmittel (Myelografie) folgen, die nur unter Narkose angefertigt werden können. Nach Gabe des Kontrastmittels werden Normal- und Stressaufnahmen (stark gebeugter und überstreckter Hals, Längszug) durchgeführt. Mit der Myelografie lassen sich Verengungen des Wirbelkanals relativ sicher nachweisen.

#### CT und MRT
Eine Computertomographie (CT) kann in unsicheren Fällen die diagnostische Sicherheit erhöhen. Es kann die gesamte Wirbelsäule in kurzer Zeit dargestellt werden und ermöglicht eine dreidimensionale Abklärung der Wirbel. Es kann ebenfalls mit Kontrastmittelgabe (CT-Myelografie) gearbeitet, eventuelle Veränderungen im Halswirbelbereich lassen sich damit relativ sicher diagnostizieren. Limitierende Faktoren sind die Kosten und die notwendige Vollnarkose oder tiefe Sedation.
Mittels Magnetresonanztomographie (MRT) lassen sich statische Kompressionen gut darstellen. Dynamische Verengungen können bislang nur anhand von sekundären Veränderungen erkannt werden. Dennoch ist die MRT das sicherste bildgebende Verfahren zur Diagnostik von zervikalen Malformationen. Hauptprobleme sind auch hier die Notwendigkeit einer Vollnarkose und die hohen Kosten. Magnetresonanztomographen sind mittlerweile in vielen Tierkliniken vorhanden.

### Therapie

#### Operative Therapie
Es gibt zwei prinzipielle Operationsmethoden: Dekompression und Stabilisierung der betroffenen Wirbelsegmente, die je nach Fall auch kombiniert werden können. Für die Wahl der richtigen Therapie ist eine exakte Diagnose unabdingbar.
Das Standardverfahren bei Bandscheibenvorfällen ist der sogenannte „ventral slot“. Hierbei wird von der Unterseite des Halses zur Bandscheibe vorgegangen, die Unterseite des Anulus fibrosus der Bandscheibe entfernt, ein Loch in den Wirbelkörper gefräst und das vorgefallene Bandscheibenmaterial entfernt. Bei mehr seitlich und weiter rückenwärts lokalisiertem Bandscheibenvorfall ist die (dorsale) Laminektomie Standardmethode. Hierbei wird der Wirbelbogen (also das Dach des Wirbelkanals) des verengten Bereichs entfernt, so dass das Rückenmark einer Kompression von unten nach oben ausweichen kann. Dieser Eingriff ist deutlich schwieriger und riskanter als der ventral slot, eine eventuelle Verletzung der Wirbelarterie kann zum Verbluten führen.
Stabilisierende Verfahren haben das Ziel, die übermäßige Beweglichkeit der Wirbel zueinander zu beseitigen. Hierzu können die Dornfortsätze (Processus spinosi) mit einer Metallplatte verbunden werden, die Gelenkfortsätze (Processus articulares) miteinander verschraubt oder verdrahtet werden (zumeist mit einem ventral slot kombiniert) oder die Wirbelkörper durch Kortikalisschrauben, eine Platte oder durch Steinmannägel und Polymethylmethacrylat verbunden werden. Das Einsetzen eines autologen (vom gleichen Tier meist aus dem Darmbein entnommenen) Knochentransplantats nach Distraktion der Wirbelsäule kann ebenfalls zur Stabilisierung angewendet werden.

#### Konservative Therapie
Das Wobbler-Syndrom gilt zwar prinzipiell als chirurgisch zu behandeln. Da aber auch der chirurgische Eingriff mit Risiken verbunden ist, kann bei milden Formen und stabilen Verläufen ohne deutliche Verschlechterung des Zustands eine konservative Therapie ausreichend sein. Sie umfasst eine strikte Ruhigstellung des Hundes (kurze Spaziergänge, Leinenzwang, Unterbinden von Spielen und Sprüngen, Verwendung eines Brustgeschirrs). Bei jungen Hunden ist eine Überprüfung der Futterzusammensetzung (Calcium) sinnvoll. Bei akuten Schmerzen können analgetisch wirkende nichtsteroidale Antiphlogistika eingesetzt werden.

## Wobbler-Syndrom beim Pferd

### Krankheitsentstehung
Beim Pferd kommen drei verschiedene Ursachenkomplexe für die Entstehung eines Wobbler-Syndroms in Frage:
1. Juveniles Wobbler-Syndrom: Diese häufigste Form tritt bei Fohlen und Jährlingen auf und stellt eine Störung der Reifung der Apophysen der Halswirbelkörper dar, die mit arthrotischen Veränderungen der Wirbelgelenke einhergeht. Hinzu kommt meist ein Trauma, das durch Überschlagen des Pferdes bei stark gebeugtem Hals beim Herumtollen entsteht. Dabei wird der Bandapparat der Wirbelsäule gedehnt, und jede weitere Abwärtsbewegung des Halses führt zu einem Verrutschen im betroffenen Wirbelbereich (Luxation) und zur Quetschung des Rückenmarks. So kommt es zunächst zu einer Entzündung des Rückenmarks, später zu einer Degeneration. Meist sind zuerst die für die Propriozeption zuständigen Leitungsbahnen (Seiten- und Hinterstrangbahn) betroffen, später evtl. auch die motorischen Bahnen.
2. Bandscheibenvorfall: Bei älteren Pferden sind es vor allem Bandscheibenvorfälle oder raumfordernde Prozesse, die zu einer Rückenmarksschädigung führen.
3. Infektionen: Einige Viruserkrankungen, vor allem die Herpesvirusinfektionen mit EHV-1 und EHV-4, können eine Entzündung des Rückenmarks und so ein Wobbler-Syndrom hervorrufen.

### Klinisches Bild und Diagnostik
Pferde mit einem Wobbler-Syndrom entwickeln allmählich einen schlechteren, unsicheren Gang, der vor allem beim Führen mit abrupten Wendungen deutlich wird. Bei einer Rechtswendung knicken die Tiere häufig im linken Sprunggelenk ein. Im Schritt oder Trab werden die Beine ruckartig vorgeführt und plötzliches Anhalten bereitet Schwierigkeiten. Vor allem das Rückwärtstreten ist stark beeinträchtigt und kann zum Rückwärtsüberschlagen führen. Werden die Vorder- oder Hinterbeine überkreuzt, ist das Zurückstellen in die Normalposition verzögert (Korrekturreaktion). Besonders deutlich treten die Bewegungsstörungen zutage, wenn dem Pferd die Augen verbunden werden, da die Bewegungen dann vollständig von der gestörten Propriozeption abhängen und nicht durch den Gesichtssinn korrigiert werden können. Daneben können teilweise auch Beeinträchtigungen des Gangbildes beim Führen über Bodenerhebungen festgestellt werden, welche mit der Veränderung der Halshaltung des Tieres in dieser Situation in Zusammenhang steht.
Die Diagnose wird durch den Tierarzt anhand einer Röntgenuntersuchung der Halswirbelsäule gestellt. Herpesvirus-Infektionen manifestieren sich beim Pferd eher als Erkrankung der Luftwege oder in Fehlgeburten, nur selten als Rückenmarkserkrankung (Paralytisches Syndrom), und kommen daher nur selten als Auslöser eines Wobblers in Frage.
Bei großen Pferden ist eine radiologische Untersuchung mittels CT oder MRT entweder gar nicht möglich oder nur sehr begrenzt verfügbar. Aus diesem Grund ist eine Myelographie (konventionelle Röntgenuntersuchung mit Kontrastmittel im Rückenmarkskanal) der Halswirbelsäule eines Pferdes eine Alternative. Auf diese Weise kann eine Wirbelkanalverengung als Ursache einer Ataxie beim Pferd relativ sicher ausgeschlossen werden. Die Punktion des Rückenmarkskanales im Bereich der Halswirbelsäule ist aufgrund der Nähe der Medulla oblongata und einer erheblichen Verletzungsgefahr bei Fehlpunktionen vor allem ultraschall-gesteuert sinnvoll.

### Therapie
Die Behandlung des Wobbler-Syndroms kann medikamentös oder chirurgisch erfolgen. Medikamentös kann eine Langzeitgabe von Glukokortikoiden, eventuell in Kombination mit Anabolika, Selen, Vitamin E und Cobalt versucht werden. Chirurgisch kann die betroffene instabile Wirbelverbindung mit Schrauben versteift werden.
Aussagen zur Prognose können nur mit Zurückhaltung getroffen werden. Die juvenile Form kann in leichteren Fällen vollständig ausheilen.